# Col de la Serreyrède
Le col de la Serreyrède est un col du Massif central d'une altitude de 1 299 m se situant sur les contreforts méridionaux du mont Aigoual dans le massif des Cévennes.

## Géographie

### Situation
Le col se situe dans le territoire de la commune nouvelle de Val-d'Aigoual dans la partie nord-ouest du département du Gard. Comme tel il est inclus dans le périmètre du parc national des Cévennes. Il est traversé par la ligne de partage des eaux séparant les bassins versants de la Méditerranée et de l'Atlantique, ainsi qu'indiqué par des panneaux.
La station de ski Prat Peyrot se situe à proximité du col, de même que le hameau de l'Espérou (à 1,5 km de distance du col), dans l'ancienne commune de Valleraugue.
Une croix de granit et un obélisque commémoratif sont érigés au col.

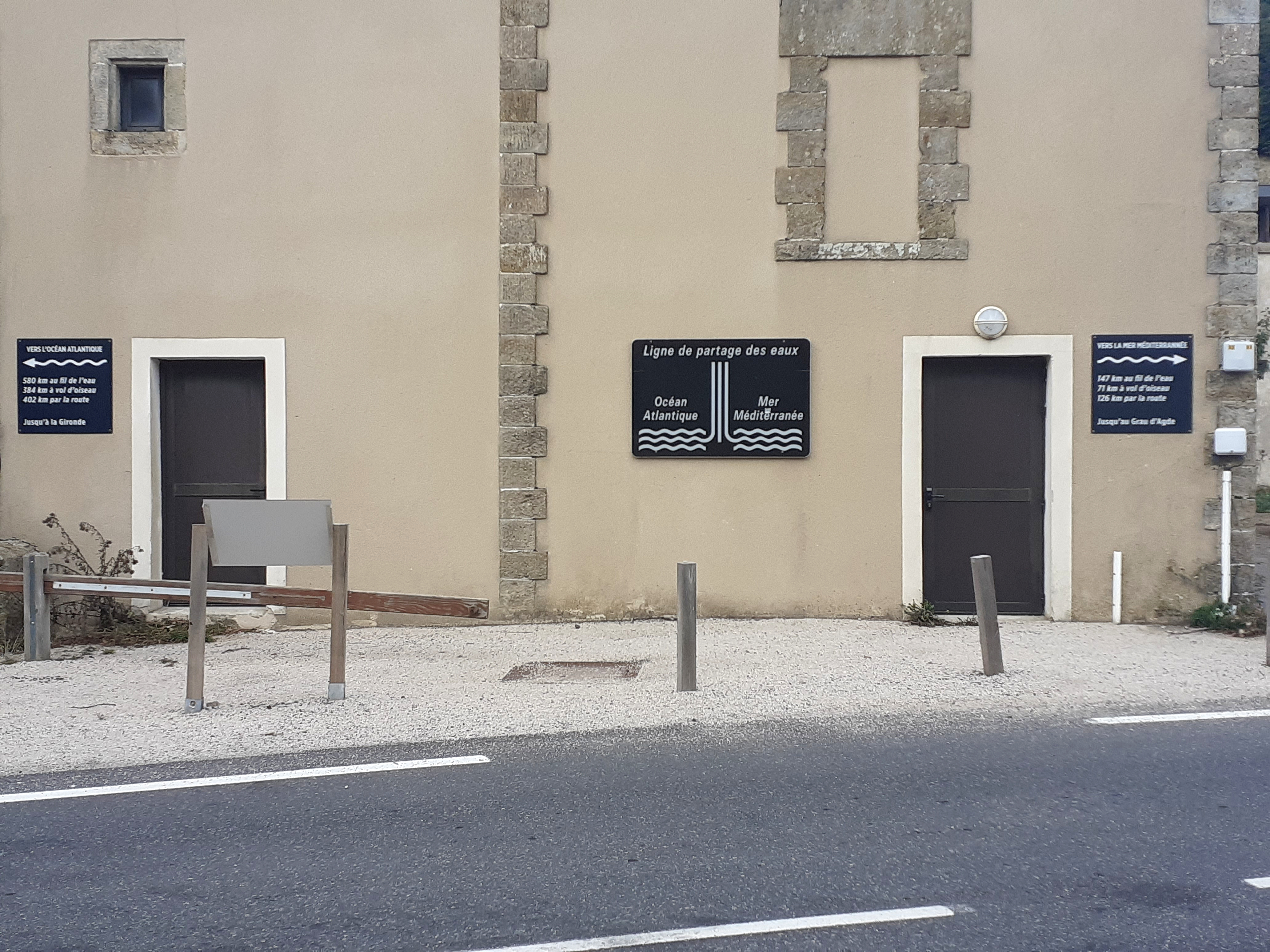
Matérialisation de la ligne de partage des eaux.
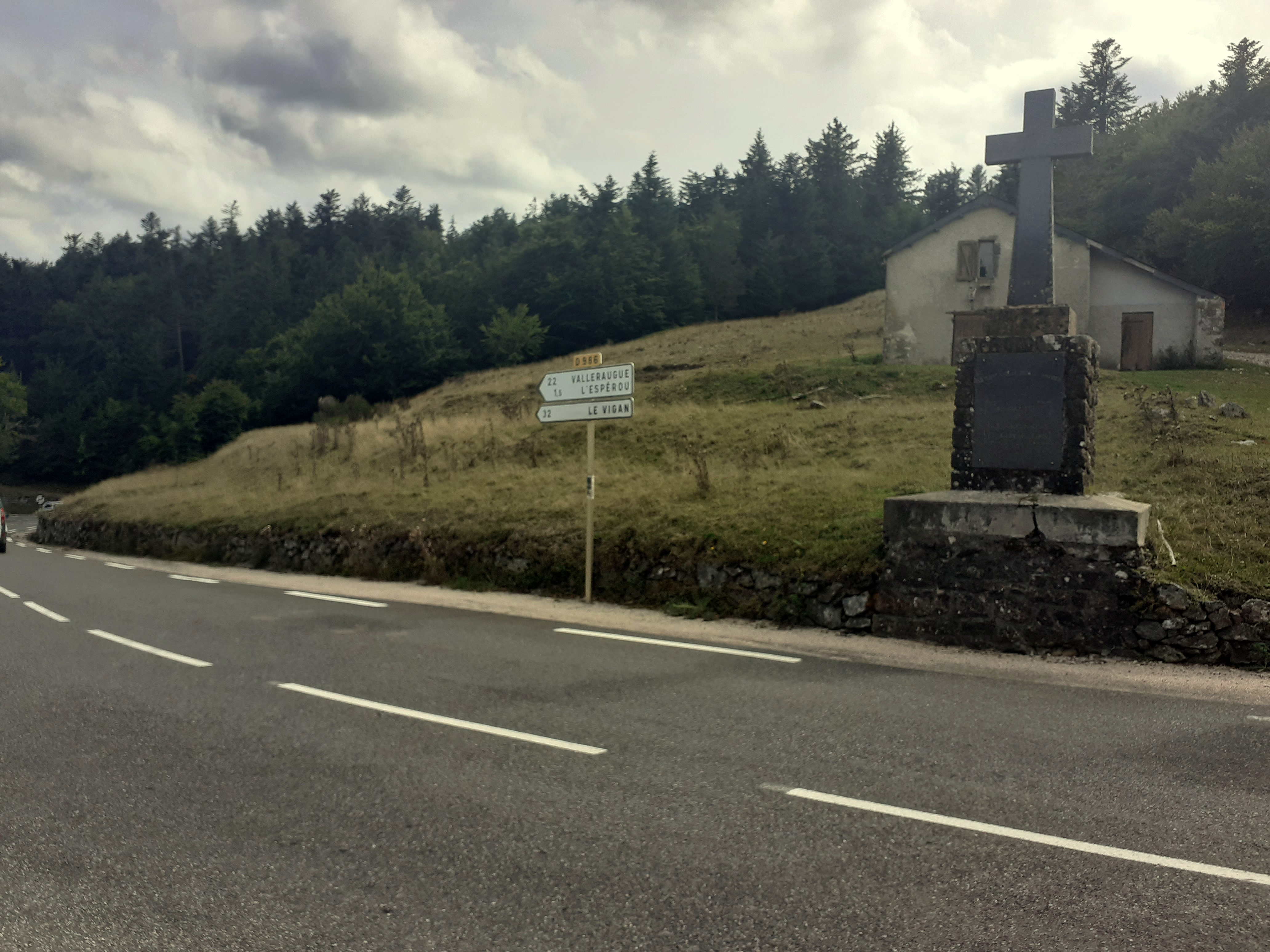
La croix érigée au col.

### Accès
Le col est accessible par la route départementale RD 269 qui mène au sommet du mont Aigoual et à son observatoire.
La col est également accessible par la route départementale RD 986, déclassement de l'ancienne route nationale 586.
Le col est par ailleurs franchi par de nombreux sentiers de grande randonnée. En l'occurrence les GR 6, GR 62, GR 66 et GR7. Le chemin de Saint-Guilhem-le-Désert emprunte à cet endroit un tronçon du GR 7.

## Tourisme
Une maison du tourisme et du parc national des Cévennes et une boutique d'artisans locaux sont installées au col, profitant du flux touristique qu'engendre la proximité du mont Aigoual doté d'un point de vue panoramique.